# 어반자카파
어반 자카파(영어: Urban Zakapa)는 대한민국의 3인조 혼성 음악 그룹이다. 어반자카파의 그룹명은 Urban (도시의)이라는 단어와 ZAppy (눈에 띄는), KAleidoscopic (변화무쌍한), PAssionate (열정적인)의 각 단어들의 앞글자를 합성하여 만든 이름이다.
어반자카파의 결성은 2009년 4월이지만, 멤버들의 만남은 더욱 일찍 시작됐다. 2004년 당시, 인천 제일고등학교 1학년이었던 박용인은 인천의 한 실용음악학원을 다니다가, 그 학원에서 당시 중학교 3학년이었던 조현아를 알게 됐다. 조현아는 재즈 피아노를 배우기 위해 학원을 다니는 중이었다. 박용인은 곧바로 조현아에게 노래를 해보자고 권유했다. 조현아의 부모님은 처음에는 반대했으나, 조현아가 MBC '별밤 뽐내기'에서 연말 장원을 하면서 마음을 돌리게 되었다. 한편, 권순일은 SM엔터테인먼트 노래 선발대회에 참가해 입상을 했고 연습생 생활을 했다. 그 당시 연습생 동기들이 훗날 동방신기와 슈퍼주니어의 멤버로 발탁됐다. 하지만, 중3 때 "공부를 해야 한다"는 부모의 만류로 연습생 생활을 그만두고, 3년 후 경희대학교 통역번역학과에 진학했다. 음악을 정말 하고 싶었던 그 때, 고교 동창인 박용인이 음악 활동을 권유했다. 그 후 2009년 4월 어반자카파를 결성했다. 그룹 초기에는 보컬 그룹이 아니라 R&B 밴드 형태였다. 이들 3명은 두 번째 미니앨범까지 같이 했다. 당시에는 소속사도 없었고, 두 앨범도 모두 자비로 냈다. 그 후 2년이 지나 2011년 5월 17일 정규 1집을 발매하였다.

## 구성원
| 이름   | 소개 |
| ------ | --- |
| 권순일 | - 생년월일: 1988년 10월 17일(36세) - 출생지: 대한민국 인천광역시 - 소속사: 메이크어스엔터테인먼트 - 학력: 경희대학교 응용영어통역번역학 (휴학) - 포지션 : 프로듀서, 보컬 - 데뷔: 2009년 어반자카파 EP 앨범 커피를 마시고 |
| 박용인 | - 생년월일: 1988년 9월 7일(36세) - 출생지: 대한민국 인천광역시 - 소속사: 메이크어스엔터테인먼트 - 학력: 계원디자인예술대학 사진예술과 (휴학) - 포지션 : 프로듀서, 보컬 - 데뷔: 2009년 어반자카파 EP 앨범 커피를 마시고   |
| 조현아 | - 생년월일: 1989년 8월 28일(35세) - 출생지: 대한민국 인천광역시 - 소속사: 메이크어스엔터테인먼트 - 학력: 호원대학교 실용음악과 (휴학) - 포지션 : 프로듀서, 보컬 - 데뷔: 2009년 어반자카파 EP 앨범 커피를 마시고          |

## 음반 목록

### 앨범
- 1집 01 <2011.05.17 발매>

1. 그날에 우리
2. 커피를 마시고 (Reprise)
3. 나비 (Fly Away)
4. Crush (Reprise)
5. Inevitability (Reprise)
6. 이별을 건너다
7. Rainbow Ride (Prelude)
8. Always Be Mine
9. 그냥 그렇게 (Feat. 이주한)
10. 어색한 로맨스 (Feat. 전제덕)
11. Driving To You
12. Love Is All Around (Reprise)
13. 우리 처음 만난 날
14. 흩날리다.. (Interlude)
15. 봄을 그리다

- 2집 02 <2012.10.30 발매>

1. 재회
2. Breeze
3. 내게 다시
4. 똑같은 사랑 똑같은 이별 --추천--
5. Back In The Day
6. No Love
7. 날아가다
8. 6월 14일
9. 허무하다
10. 문
11. 니가 싫어
12. River

- 3집 03 <2013.12.03 발매>

1. 어떤 하루
2. 코끝에 겨울
3. 다르다는 것
4. Do
5. 말해봐
6. Like Love
7. 춤을 추다
8. 우울
9. 괜찮아
10. 꿈
11. 거꾸로 걷는다
12. 그냥 조금 (CD Only)

- 4집 04 <2014.11.04 발매>

1. 위로
2. 미운 나
3. 피아노 앞에서
4. 매일 매일 매일
5. Play
6. Like A Bird
7. 별
8. 보내는 방법
9. 어른이 되는 일

- 5집 05 <2018.11.27 발매>

1. 이 밤이 특별해진 건
2. 뜻대로
3. 비틀비틀
4. 혼자
5. 목요일 밤 (Feat. 빈지노)
6. 나쁜 연애
7. 허우적허우적
8. 비가 내린다
9. 그때의 나, 그때의 우리
10. 그런 밤

### EP
- 커피를 마시고 <2009.07.02 발매>

1. 커피를 마시고 (Main Version)
2. Let Me Be The One
3. Inevitability
4. Love Is All Around
5. 커피를 마시고 (Arpeggio Version)

- Sweety You <2009.12.10 발매>

1. Sweety You
2. Crush
3. 지겨워
4. 떠나는 사람, 남겨진 사람
5. Urban Zakapa (Interlude)
6. Sweety You (Instrumental)
7. 커피를 (Main Ver.)

- Beautiful Day <2012.04.03 발매>

1. Beautiful Day
2. Something Special
3. 그댈 안은 목소리
4. Let It Rain
5. Just The Two Of Us
6. Just A Feeling

- UZ <2015.05.28 발매>

1. 보통의 연애
2. 둘 하나 둘
3. Get (Feat. Beenzino)
4. 흔들어
5. 불안한 연애

- 스틸 <2016.05.27 발매>

1. 널 사랑하지 않아
2. 궁금해
3. 다 좋아
4. Nearness is to love
5. 아직도 나를 사랑한다면

### 싱글
- Fluxus Voices Vol.3

1. 우리의 밤은 당신의 낮보다 아름답다

- Tribute90’ Part 1.<Just A Feeling>

1. Just A Feeling

- Snowing

1. Snowing

- 광고천재 이태백 OST Part.2 (KBS2 월화드라마)

1. 사랑오후
2. 사랑오후 (Inst.)

- 니가 싫어

1. 니가 싫어
2. 내게 다시

- 나인 OST Part 4

1. 그냥 조금
2. 그냥 조금 (Inst.)

- 거꾸로 걷는다

1. 거꾸로 걷는다

- Like A Bird

1. Like A Bird

- 여자만화구두 OST Part.1

1. 사랑할 수 있나요